# Woody Strode
Woodrow Wilson Woolwine „Woody” Strode (Los Angeles, Kalifornia, 1914. július 25. – Glendora, Kalifornia, 1994. december 31.) amerikai                           sportoló és színész.
Pályafutása elején tízpróbázó és amerikaifutball-játékos volt, a második világháború után egyike a National Football League legelső afroamerikai játékosainak. A sportot később a színészettel váltotta fel, 1960-ban Golden Globe-jelölést kapott a Spartacus című film férfi mellékszereplőjeként.

## Fiatalkora és sportolói pályafutása
Los Angeles-ben született, New Orleansból származó szülei révén cseroki és krík felmenőkkel is rendelkezett. Dél-Los Angeles-i Thomas Jefferson Középiskolában, az UCLA egyetemen tanult, ahol az Alpha Phi Alpha nevű testvériség tagja volt. A második világháború idején az Egyesült Államok hadseregében szolgált.

### Profi birkózás
1941-ben Strode pár hónapon át hivatásos birkózóként tevékenykedett. 1949-től, futballkarrierjének végétől egészen 1962-ig foglalkozott a birkózással, amikor erre a színészet mellett épp ideje jutott.
1952. augusztus 12-től december 11-ig szinte minden héten birkózott, Kalifornia különböző városaiban. 1962-ben a nyugati part nehézsúlyú birkózóbajnokának, illetve színes bőrű bajnokának nevezték el.

## Színészi karrierje
1941-ben a Sundown című filmben szerepelt először, de az 1950-es években kezdett aktívabbá válni. 1952 és 1954 között a "Jungle Ramar" című televíziós sorozat több epizódjában megjelent, egy afrikai harcost játszott.
Kettős szerepet játszott a Tízparancsolat (1956) című filmdrámában, mint etióp királya és egy hordár rabszolga. Egy alkalommal megjelent Johnny Weissmuller 1955-1956-os Jungle Jim című televíziós sorozatában is.
1959-ben alakította a megosztó személyiségű Franklin közlegényt A Pork Chop-domb című háborús filmben, színészi játékát méltatták a kritikusok.
Talán legemlékezetesebb alakítása az 1960-ban bemutatott Spartacus etióp gladiátora, Draba volt. Megküzdött Spartacusszal (Kirk Douglas), de győzelme ellenére sem volt hajlandó végezni vele. Ehelyett egy római parancsnokot öl meg, majd ő maga is életét veszti és halála hozzájárul Spartacus lázadásának kirobbanásához. 1961-ben ezen mellékszerepéért Golden Globe-díjra jelölték.
John Ford közeli barátja lett. Ennek a barátságnak köszönhetően számos kisebb szerepeket kapott olyan filmjeiben, mint a Rutledge őrmester (1960), az Együtt vágtattak (1961), az Aki megölte Liberty Valance-t (1962), és a Hét asszony (1966). Ford utolsó éveiben a színész négy hónapot töltött a rendező mellett, mint bentlakásos ápoló és Ford halálánál is jelen volt.
Az 1960-as évek végén már westernfilmekben is kapott szerepeket. Az 1968-as Volt egyszer egy Vadnyugatban a gyilkos Frank bandájának a tagja, az 1969-es Bud Spencer és Terence Hill főszereplésével készült Akik csizmában halnak meg című filmben a cirkuszi akrobata Thomast formálja meg, aki a film története szerint segíti a sebesült Terence Hill-t.

## Magánélete
Első felesége Luukialuana Kalaeloa hercegnő (Luana Strode), aki Liliuokalani hawaii királynő távoli rokona volt. Két közös gyermekük született: fia, Kalai 1946-ban, és egy lánya, June. Az asszony 1980-ban bekövetkezett halálával ért véget házasságuk.
Fia, Kalai Strode jelölt volt a 2010. évi különleges választásokon, a Hawaii 1. kongresszusi kerületében. Kalai rákban halt meg 2014. november 27-én, 67 éves korában.
1982-ben feleségül vette Tina Tompsyt, és házassága Tinával élete végéig tartott.
Strode lelkes harcművész volt. Frank Landers tanítványaként a Seishindo Kenpo stílust gyakorolta.

## Halála
Strode, 1994. december 31-én halt meg tüdőrákban, a kaliforniai Glendorában, 80 éves korában.
Sírja a kaliforniai Riverside Nemzeti Temetőben található.

## Filmográfia
| - Sundown (1941) – Tribal Policeman - Csillagok parádéja (1942) – Woodrow - Rochester's Motorcycle Chauffeur - No Time for Love (1943) – Black Sandhog - The Lion Hunters (1951) – Walu - Bride of the Gorilla (1951) – Nedo - rendőr - African Treasure (1952) – postás (nem szerepel a stáblistán) - Caribbean (1952) – Esau, MacAllister őre - Androcles and the Lion (1952) – Az Oroszlán - Város a tenger alatt (1953) – Djion - The Royal African Rifles (1953) – Katona - Jungle Man-Eaters (1954) – Biplane bennszülött kisérőinek egyike - Demetrius és a gladiátorok (1954) – Gladiátor - The Gambler from Natchez (1954) – Josh - Jungle Gents (1954) – Malaka (nem szerepel a stáblistán) - Jungle Gents (1954) – Moor - Son of Sinbad (1955) – palotaőr - Buruuba (1955) – törzsfőnök - Tízparancsolat (1956) – Etiópia királya / Hordár rabszolga - Tarzan's Fight for Life (1958) – Ramo - A kalóz (1958) – Toro - A Pork Chop-domb (1959) – Franklin közlegény - Az utolsó utazás (1960) – Hank Lawson - Rutledge őrmester (1960) – Braxton Rutledge őrmester - Spartacus (1960) – Draba - Rachel Cade bűnei (1961) – Muwango - Együtt vágtattak (1961) – Stone Calf - Aki megölte Liberty Valance-t (1962) – Pompey - Tarzan's Three Challenges (1963) – Khan / haldokló vezető - Dzsingisz Kán (1965) – Sengal - Hét asszony (1966) – szikár harcos - Szerencsevadászok (1966) – Jake - Black Jesus (1968) – Maurice Lalubi - Shalako (1968) – Chato - Volt egyszer egy Vadnyugat (1968) – Stony - Frank bandájának tagja | - Che! (1969) – Guillermo - Akik csizmában halnak meg (1969) – Thomas - Chuck Moll (1970) – Woody - The Deserter (1971) – Jackson - The Gatling Gun (1971) – Runner the Scout - Afrika Scipio (1971) – Massinissa - re di Numidia - The Last Rebel (1971) – Duncan - Black Rodeo (1972) – narrátor (dokumentumfilm) - Megtorlók (1972) – Job - The Italian Connection (1972) – Frank Webster - Loaded Guns (1975) – Silvera - We Are No Angels (1975) – Black Bill - Prériölyv (1975) – Big Rude - Keoma (1976) – George - Lángoló sivatag (1977) – Ben - Kingdom of the Spiders (1977) – Walter Colby - Cowboy-San! (1978) – Baddie - Ravagers (1979) – Brown - Jaguar Lives! (1979) – Sensei - Cuba Crossing (1980) – Titi - Scream (1981) – Charlie Winters - Angkor: Cambodia Express (1982) – Woody - Invaders of the Lost Gold (1982) – Cal - Vigilante (1983) – Rake - A Fekete Villám visszatér (1983) – Meslar - The Violent Breed (1984) – Polo - The Final Executioner (1984) – Sam - Jungle Warriors (1984) – Luther - Gengszterek klubja (1984) – Holmes - Eszelős vadnyugat (1985) – Blackman, Keményfejű embere - Vének szövetsége (1987) – Yank - The Bronx Executioner (1989) – Warren seriff - Storyville (1992) – Charlie Sumpter - Jessie Lee bosszúja (1993) – mesélő - Gyorsabb a halálnál (1995) – Charlie Moonlight |

## Fordítás
- Ez a szócikk részben vagy egészben  a   Woody Strode című angol Wikipédia-szócikk fordításán alapul.  Az eredeti cikk szerkesztőit annak laptörténete sorolja fel. Ez a jelzés csupán a megfogalmazás eredetét és a szerzői jogokat jelzi, nem szolgál a cikkben szereplő információk forrásmegjelöléseként.